# بیونوریکا
بیونوریکا یک شرکت تولیدکننده داروهای گیاهی در آلمان است.  این شرکت در نویمارت آلمان واقع شده‌ است. در دسامبر سال ۲۰۱۴، این شرکت ۸۸۲ پرسنل در آلمان و ۱۴۶۶ نفر در سراسر جهان داشت.

## تاریخچه بیونوریکا
شرکت بیونوریکا توسط جوزف پوپ (پدربزرگ  مالک فعلی آن) در سال ۱۹۳۳ تأسیس شد. حدود دوازده سال بعد، فرزندانش ارنا پوپ داروساز و دکتر هانس اوسکار پوپ، متخصص داروهای طبیعی، مدیریت شرکت را به عهده گرفتند. در سال ۱۹۶۱، بیونوریکا به نخستین دستگاه پُرکن دارو، برچسب زنی و کارگران خط تولید، مجهز شد.
سینوپرت که در درمان بیماری‌های تنفسی کاربرد دارد اولین داروی گیاهی تولید شده توسط بیونوریکا است که امروزه 
یکی از پرفروش‌ترین داروی گیاهی در بازار دارویی آلمان و سایر کشورها می‌باشد.

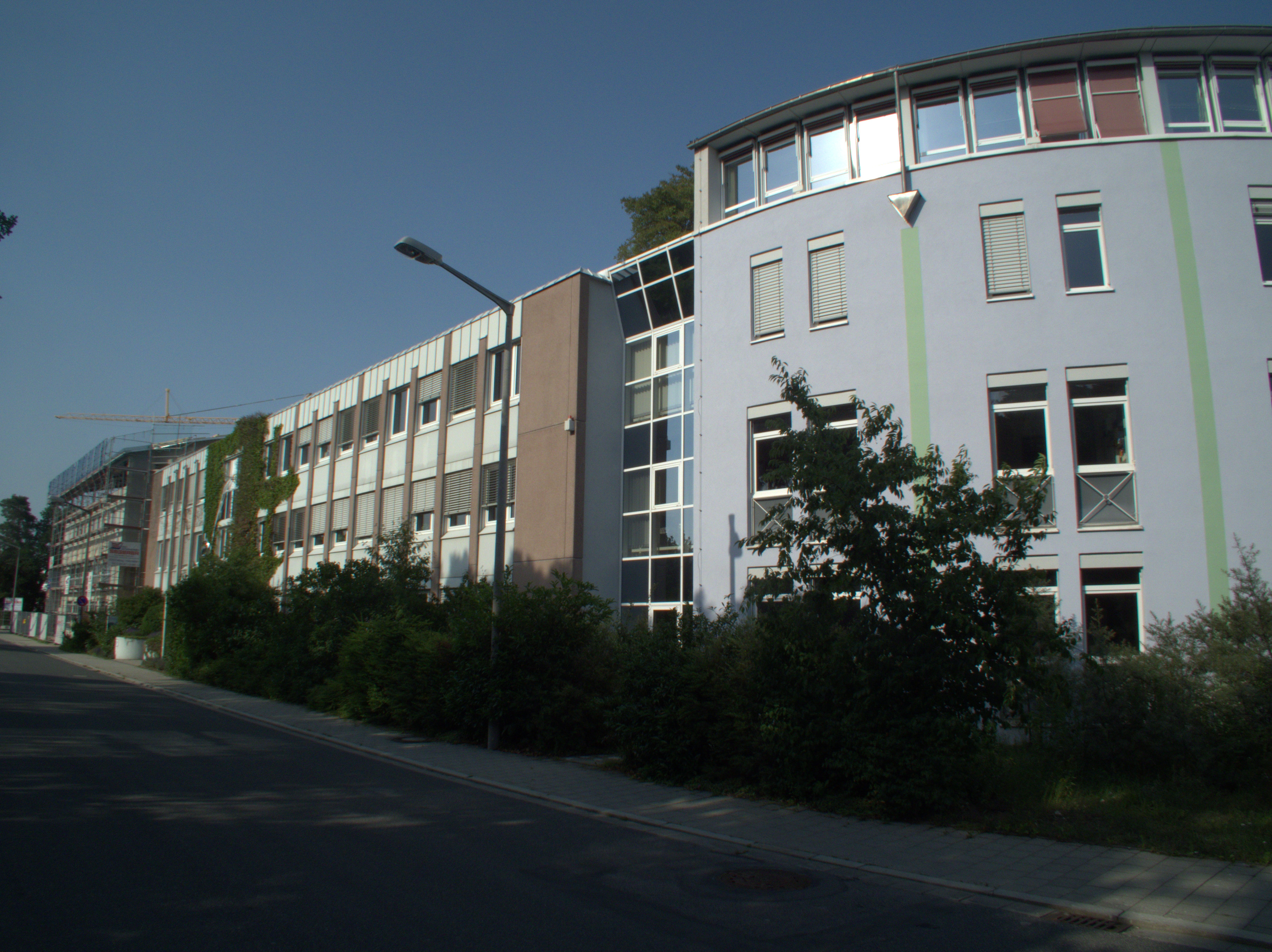
ساختمان شرکت بیونوریکا

مایکل ای.پوپ (مدیرعامل فعلی شرکت) در سال ۱۹۸۸ مدیریت تولید داروهای گیاه پزشکی را آغاز نمود. در همان زمان، محل شرکت از نورمبرگ به نویمارت بایرن منتقل گردید. در سال ۱۹۸۹، پوپ به مدیریت اجرایی منصوب شد و پس از آن تحقیقات گسترده‌ای را در زمینه‌های کشت، تجزیه و تحلیل، داروشناسی، سم‌شناسی و کاربرد بالینی داروها شروع کرد. امروزه بیونوریکا استانداردهای جهانی را در زمینه گیاه پزشکی نشر می‌دهد.
بیونوریکا دو شرکت تابعه در مجارستان با نام‌های Herbextract و Mediplant ایجاد کرده است که گیاهان را برای بیونوریکا کشت می‌کنند.
همچنین شرکت عصاره‌های گیاهی بیونوریکا Bionorica Extract S.L در جزایر مایورکا (اسپانیا) با هدف کاشت گیاهان دارویی، انتخاب ارقام با مواد موثره بالا و تولید عصاره‌های گیاهی استاندارد راه اندازی گردیده است.

## سایت‌های تولیدی بیونوریکا و شرکای تجاری
شرکت کوچکی که در سال ۱۹۳۳ تأسیس شده‌ است و اکنون یک گروه و یک شرکت در صنعت دارو است. فعالیت بیونوریکا در حال حاضر در سراسر جهان از دفتر مرکزی شرکت در Neumarkt تا دیگر نقاط جهان گسترش می‌یابد.

### سایت‌های بیونوریکا
- اتریش
- بلاروس
- برزیل
- آلمان
- قزاقستان
- قرقیزستان
- لتونی
- لیتوانی
- مغولستان
- لهستان
- روسیه
- اسپانیا
- اوکراین
- ازبکستان

### شرکای تجاری بیونوریکا
- ارمنستان
- آذربایجان
- بلغارستان
- کرواسی
- جمهوری چک
- دانمارک
- مصر
- استونی
- جورجیا
- ونزوئلا
- مجارستان
- هندوستان
- لوکزامبورگ
- مالزی
- مولداوی
- فیلیپین
- رومانی
- صربستان
- سنگاپور
- اسلواکی
- اسلوونی
- آفریقای جنوبی
- سوئد
- سوئیس
- ترکمنستان
- امارات متحده عربی

### سایت‌ها و شرکای تجاری بیونوریکا
- ایران
- ترکیه
- مکزیک
- چین
- ایالات متحده